# 与謝野鉄幹

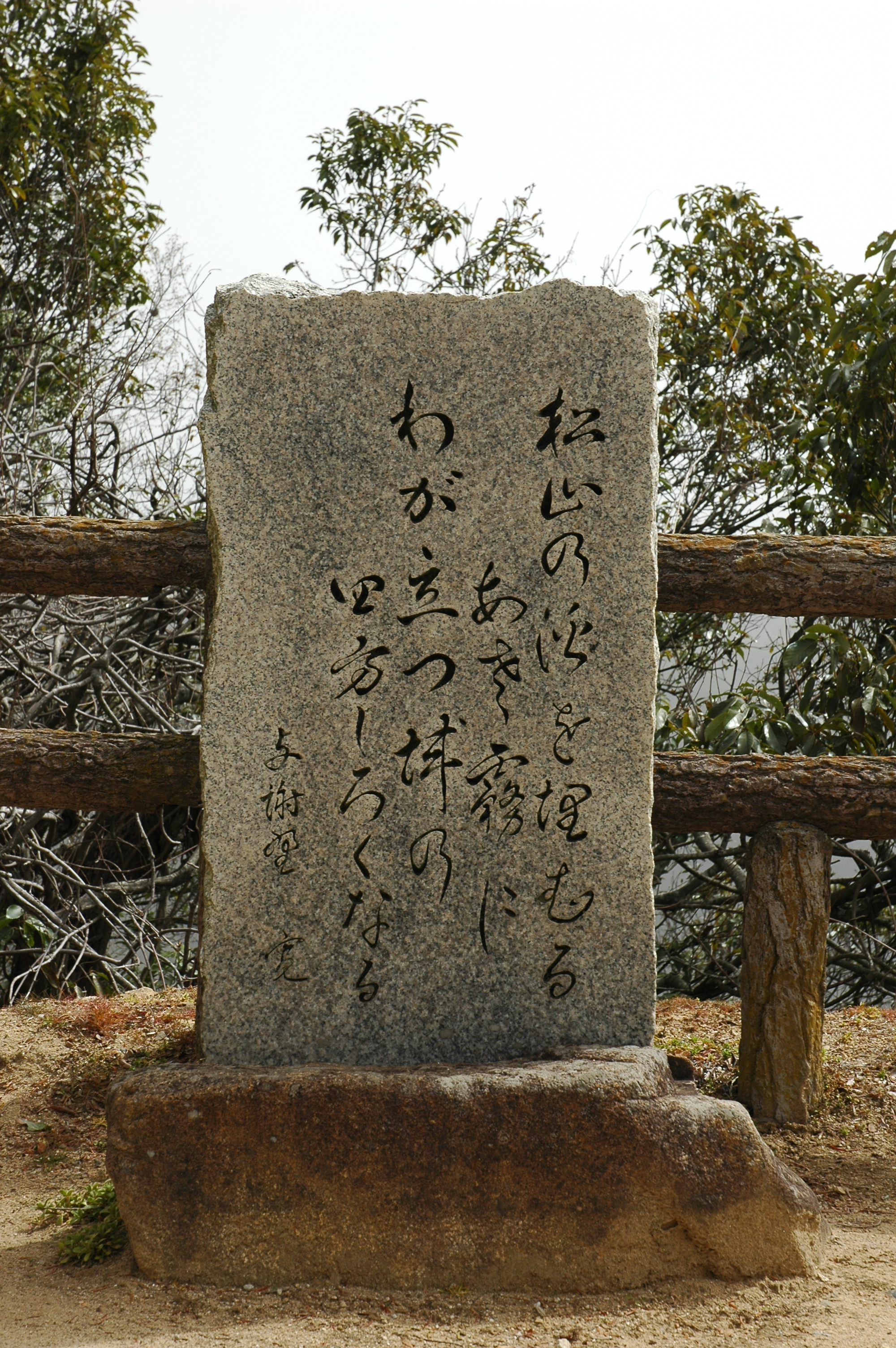
与謝野鉄幹歌碑（備中松山城）

与謝野 鉄幹（よさの てっかん、正字: 與謝野 鐵幹、1873年〈明治6年〉2月26日 - 1935年〈昭和10年〉3月26日）は、日本の歌人。本名は与謝野 寛（よさの ひろし）。鉄幹は号。後に慶應義塾大学教授。文化学院学監。妻は同じく歌人の与謝野晶子。

## 経歴
京都府岡崎町（現在の京都府京都市左京区岡崎）に与謝野礼厳（尚綗）の四男として生まれる。父・礼厳は西本願寺支院、願成寺の僧侶であった。礼厳は庄屋の細見儀右衛門の次男として生まれたが、京都府与謝郡（現在の与謝野町字温江）出身ということから、明治の初めより与謝野姓を名乗るようになったという。母は初枝、京都の商家の出である。
1883年（明治16年）、大阪府住吉郡の安養寺の安藤秀乗の養子となる。 1889年（明治22年）、西本願寺で得度の式をあげた後、山口県都濃郡徳山町（現在の周南市）の兄・赤松照幢の寺に赴き、その経営になる徳山高等女学校の教員となり、同寺の布教機関紙『山口県積善会雑誌』を編集。そして翌1890年（明治23年）鉄幹の号をはじめて用いた。さらに1891年（明治24年）養家を離れ与謝野姓に復した。
徳山女学校では国語の教師を4年間勤めるも、女子生徒（浅田信子）との間に問題を起こしてしまい退職。次いで別の女子生徒、林滝野と同棲して一子・与謝野萃（あつむ）を儲けた。
1892年（明治25年）、徳山女学校を辞して京都へ帰る。11月ごろ上京して、落合直文の門に入る。1894年（明治27年）、短歌論『亡国の音―現代の非丈夫的和歌を罵る』（『二六新報』5月10日-5月18日）を発表。1896年（明治29年）出版社明治書院の編集長となる。かたわら跡見女学校で教えた。同年7月、歌集『東西南北』、翌1897年（明治30年）、歌集『天地玄黄』を世に出す。その質実剛健な作風は「ますらおぶり」と呼ばれた。1899年（明治32年）、東京新詩社 を創立。同年秋、最初の夫人浅田信子と離別し林滝野と同棲し、麹町区に住む。
1900年（明治33年）、『明星』を創刊した。北原白秋、吉井勇、石川啄木などを見い出し、ロマン主義運動の中心的な役割を果たした。しかし、当時無名の若手歌人であった鳳晶子（のち鉄幹夫人）との不倫が問題視される。文壇照魔鏡 なる怪文書で様々な誹謗中傷が仕立て上げられたが、晶子の類いまれな才能を見ぬいた鉄幹は、晶子の歌集『みだれ髪』作成をプロデュースし、妻・滝野と離別。滝野はのちに正富汪洋と再婚した。1901年（明治34年）晶子と再婚し六男六女の子宝に恵まれた。
1901年（明治34年）8月、『みだれ髪』刊行。その名声は高く、『明星』における指標となる。同時に『明星』の隆盛のきっかけともなった。1907年（明治40年）には『明星』の新進詩人たちである太田正雄（木下杢太郎）、北原白秋、平野万里、吉井勇を連れて九州を旅行し、その紀行文『五足の靴』を発表。明治末期から大正初期の文壇に南蛮趣味を流行させた。後進にも恵まれ好調に見えた『明星』であるが、杢太郎・白秋・勇らが脱退し、1908年（明治41年）11月6日、『明星』は第100号をもって廃刊する。
その後の鉄幹は極度の不振に陥るが、1910年（明治43年)には歌集『相聞』、詩歌集『檞之葉』を出版する。『檞之葉』の中には「小曲」と題した世界で最初の五行詩集も含まれる。1911年（明治44年）、晶子の計らいでパリへ行く。のち晶子も渡仏、フランス国内からロンドン、ウィーン、ベルリンを歴訪する。だが創作活動が盛んとなったのは晶子の方で、鉄幹は依然不振を極めていた。再起を賭けた労作、訳詞集『リラの花』も失敗するなど、栄光に包まれる妻の陰で苦悩に喘いだ。
1915年（大正4年）の第12回総選挙に故郷の京都府郡部選挙区から無所属で出馬したが、落選した。大正8年（1919年）に慶應義塾大学文学部教授に就任、昭和7年（1932年）まで在任し、水上滝太郎、佐藤春夫、堀口大学、三木露風、小島政二郎らを育てた。1921年（大正10年）に建築家・西村伊作、画家・石井柏亭そして妻・晶子らとともにお茶の水駿河台に文化学院を創設。同じ頃、第二次『明星』を創刊し、「日本語原考」などを発表する。しかし1922年（大正11年）の森鷗外の死は、鉄幹にとって有力な庇護者を失うに等しい打撃であった。
1927年（昭和2年）に『明星』が再び廃刊となるが、1930年（昭和5年）に雑誌『冬柏』を創刊。1932年（昭和7年）、第一次上海事変に取材した「爆弾三勇士の歌」の毎日新聞による歌詞公募に応じ、一等入選を果たした。
1935年（昭和10年）、気管支カタルがもとで慶應義塾大学病院で死去。晶子は「筆硯煙草を子等は棺に入る名のりがたかり我れを愛できと」という悲痛な追悼の歌を捧げた。墓所は多磨霊園。戒名は冬柏院雋雅清節大居士。

## 閔妃暗殺と鉄幹
1895年（明治28年）10月8日に三浦梧楼ら日本官憲と他の右翼壮士とともに当時の朝鮮王朝の王妃、閔妃の暗殺（乙未事変）を計画したという説がある。これは朝鮮王朝が親露政策により清と日本の圧力を排除しようとし、それに危機感を抱いた日本が起こしたというものである。当時、朝鮮王朝は笞刑（朝鮮笞刑令）、拷問をはじめ前近代的な刑罰、法体系であり、邦人保護の観点から治外法権となっていたので、鉄幹は日本に送られ広島の地方検察庁で裁かれた。当時、鉄幹は落合直文の弟、鮎貝槐園とともに朝鮮の日本人学校、乙未義塾の教師として当地に在留していたが、事件当日は槐園たちと木浦に出かけていて事件の起きた京城（現・ソウル特別市）にはいなかったアリバイによって免訴となった。

## 血縁・親戚
実兄・照幢は赤松連城の娘・安子と結婚し、その子（鉄幹の甥・姪）赤松克麿・赤松常子は政治家となった。
次男・与謝野秀は外交官としてイタリア・エジプト大使などを歴任し, 1964年東京オリンピック事務長を務めた。秀と妻で評論家の道子の間の子ども（鉄幹の孫）には与謝野馨（政治家）・与謝野達（銀行員）・與謝野文子（評論家）がいる。

## 全集
- 『鉄幹晶子全集』全32巻（本文篇 31巻＋索引篇 全歌集五句）勉誠出版、2001年 - 2011年
- 『鉄幹晶子全集 別巻』全8巻（拾遺篇 短歌）同、2013年 - 2021年